# 国鉄ワフ21000形貨車
国鉄ワフ21000形貨車（こくてつワフ21000がたかしゃ）は、かつて日本国有鉄道（国鉄）の前身である鉄道省が製作した貨車（有蓋緩急車）である。

## 概要
本形式は、二軸客車改造の老朽車掌車（ヨ1形・ヨ1500形）の代替として、1933年（昭和8年）から1939年（昭和14年）にかけて、汽車製造、日本車輌製造本店・支店および鉄道省大井工場、大宮工場、鷹取工場、長野工場、土崎工場、苗穂工場、名古屋工場、吹田工場、小倉工場、五稜郭工場、盛岡工場で775両（ワフ21000 - ワフ21774）が新製された。
初の鋼製有蓋緩急車で、乗務員用設備を改善、車体の大きさは15t積有蓋車と同じだが、貨物室は2t 積と小さく、鮮魚など混載に不適な小口貨物に専ら用いられた。一方、車掌室は広く居住性も優れ、車掌室側には手ブレーキを設けた出入用デッキがある。当初は電灯・ストーブともなかったが、ストーブは1952年（昭和27年）からの更新修繕の際に設置された。
荷重の偏りを考慮し、軸距を4,200mmと15t 積有蓋車より長くし、貨物室側に偏った軸配置とした。オーバーハングは貨物室側が1,215mm、車掌室側が1,615mm（いずれも端梁まで）である。これらの仕様は、以降の有蓋緩急車に踏襲されている。軸ばね吊り受けは（一段）リンク式で、最高運転速度は65km/hであった。車軸は10t または12t 長軸で、太平洋戦争後に新製された同様の車体に短軸を使用するワフ22000形とはこの点で異なる。
1938年（昭和13年）から1939年（昭和14年）にかけて、陸軍の要請により1両が中国北支方面に標準軌に改軌の上送られたが、その後の消息は不明である。
塗色は黒、寸法関係は全長7,830mm、全幅2,640mm、全高3,685mm、自重9.3tで、2.0tの貨物を積載できる。貨物室には、幅1,200mmの荷役用鋼製引戸が設置され、床には荷摺り木が設けられている。貨物室の床面積は5.4m2、容積は11.9m3である。
後から製作された緩急車ワフ29000形式やワフ29500形式では、デッキの仕切りと、貨物室の外側に、後部標識灯が埋め込み設置、改造で誕生のワフ35000形式ではデッキの仕切り外側と、貨物室の外側に後部標識灯が取り付けられている。しかし、ワフ21000式と、ワフ22000形式では車体には設置されておらず、必要に応じランプ掛けへ充電池使用に因る可搬式の標識を引っ掛けて､使用して居たが、後年には其の可搬式の標識にケーブルを繋いで、車体にオンオフスイッチを取り付け、一々乗務の度に可搬式の標識を、持ち運び取り付けを行う事をしなくても良くなった。但し見た目には可搬式の侭であり、昔の雰囲気を伝えていた車輌であった。取り付け位置はデッキ側では、縦のポールの位置に掛け金具が有るため､内依りに寄っているのが特徴となってもいた。

## 運用
本形式は、1968年（昭和43年）10月1日ダイヤ改正に伴い二段リンク化改造を受け、最高速度75km/h対応とされた。一部の未改造車は、原番の十万位に1を付加してワフ121000形に変更され、低速車を示す「ロ」と黄色（黄1号）の帯を標記して北海道内封じ込めで使用された。1968年（昭和43年）度末の両数はワフ21000形が584両、ワフ121000形が114両であったが、ワフ121000形は1975年（昭和50年）度までに、ワフ21000形は1985年（昭和60年）度までに全車廃車になった。

## 譲渡・保存

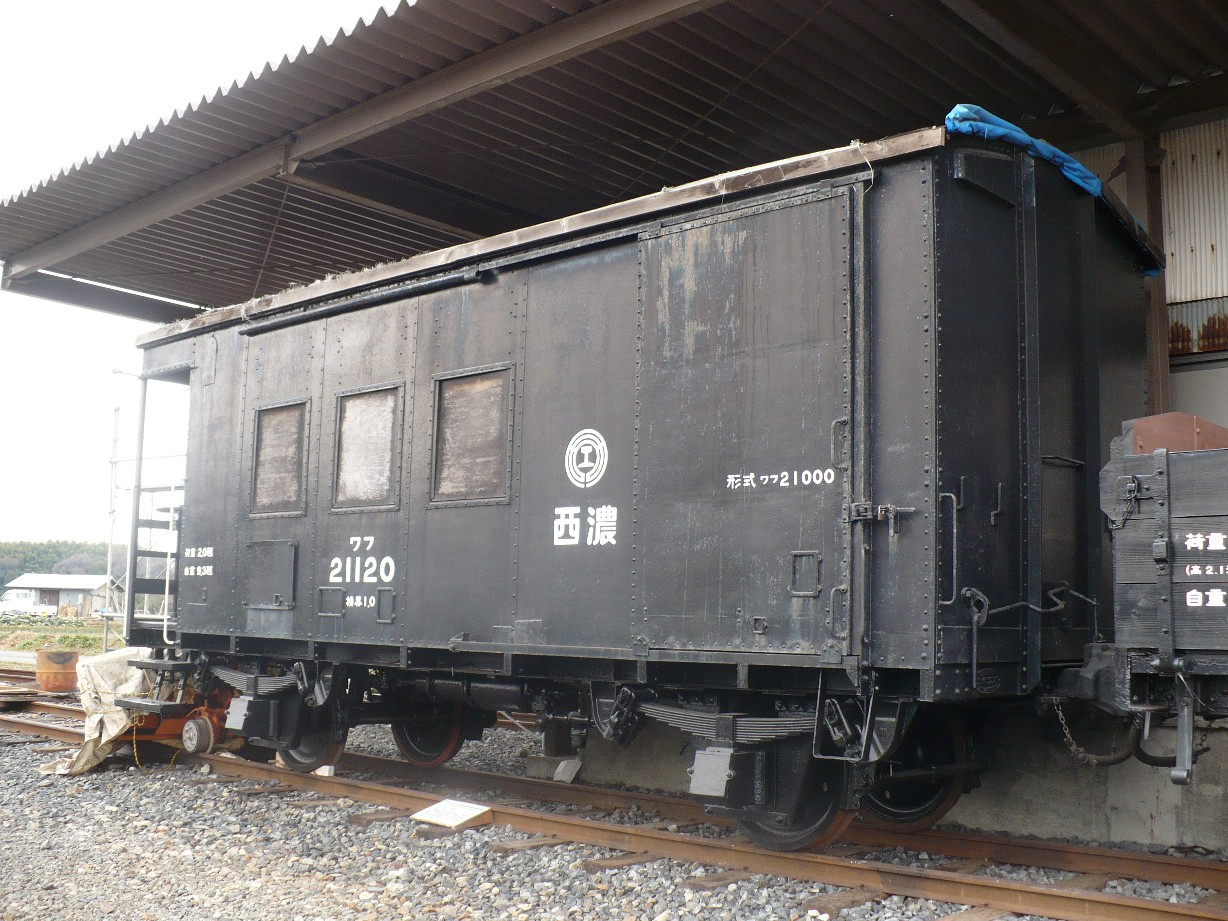
貨物鉄道博物館に保存されているワフ21120

1977年（昭和52年）にワフ21120が西濃鉄道に譲渡された。主に昼飯線での推進運転用に汽笛と空気溜めを設置して使用されていたが、1990年頃から昼飯線が休止状態になると自ずと当車も運用されなくなり、末期は美濃赤坂駅構内に留置されていた。その後、2002年（平成14年）3月に廃車となり、三重県いなべ市の貨物鉄道博物館へ譲渡され同地で保存されている。